# Franciszek II Walezjusz
Franciszek II (ur. 19 stycznia 1544 w Fontainebleau, zm. 5 grudnia 1560 w Orleanie) – król Francji od 1559 roku, syn Henryka II (1547–1559) i Katarzyny Medycejskiej, z dynastii Walezjuszów.
Początkowo był wychowywany przez matkę. W wieku dziesięciu lat, z inicjatywy Diany de Poitiers, kochanki Henryka II, został przeniesiony do Saint-Germain-en-Laye pod Paryżem. Jednocześnie otrzymał własny dwór. 
W 1558 poślubił Marię Stuart (nie mieli potomstwa).
Objął tron, gdy jego ojciec zmarł w 1559 roku w wyniku wypadku podczas turnieju rycerskiego, ale wobec niepełnoletności Franciszka rządy przejęła jako regentka jego matka – Katarzyna Medycejska. W tym czasie powstałe za Henryka II dwa wielkie stronnictwa – katolickie i protestanckie (hugenoci), nadal walczyły między sobą o władzę polityczną w kraju.
Krótkie panowanie Franciszka II zakończyło się w 1560 roku − zmarł na infekcję ucha. Królem Francji został jego młodszy brat Karol IX (1560–1574), a Katarzyna Medycejska ponownie została regentką.

## Wywód przodków
| 4. Franciszek I Walezjusz          |  |                         |  |  |                            |
|                                    |  | 2. Henryk II Walezjusz  |  |  |                            |
| 5. Klaudia Walezjuszka             |  |                         |  |  |                            |
|                                    |  |                         |  |  | 1. Franciszek II Walezjusz |
| 6. Wawrzyniec II Medyceusz         |  |                         |  |  |                            |
|                                    |  | 3. Katarzyna Medycejska |  |  |                            |
| 7. Madeleine de la Tour d'Auvergne |  |                         |  |  |                            |
|                                    |  |                         |  |  |                            |